# Spanje op het Eurovisiesongfestival 2008
Spanje nam deel aan het Eurovisiesongfestival 2008 in Belgrado (Servië). Het was de 46ste deelname van het land aan het festival.

## Selectieprocedure
Net zoals het voorbije jaar koos men opnieuw voor een nationale finale.
Het programma genaamd "Salvemos Eurovision" ging op zoek naar de beste kandidaat en het lied voor het festival.
Uit meer dan 500 inzendingen koos men 10 finalisten.
In de finale zelf werd het winnende lied gekozen door online voting.
| Volgorde | Artiest               | Lied                    | Punten | Plaats |
| -------- | --------------------- | ----------------------- | ------ | ------ |
| 1        | Bizarre               | "Si pudiera"            | 22     | 7      |
| 2        | Innata                | "Me encanta bailar"     | 15     | 8      |
| 3        | Arkaitz               | "Un olé"                | 32     | 4      |
| 4        | Ell*as                | "100x100"               | 9      | 9      |
| 5        | Lorena C              | "Piensa gay"            | 22     | 6      |
| 6        | D-Vine                | "I do you"              | 9      | 10     |
| 7        | Rodolfo Chikilicuatre | "Baila el Chiki-chiki"  | 60     | 1      |
| 8        | Marzok Mangui         | "Caramelo"              | 24     | 5      |
| 9        | La Casa Azul          | "La revolución sexual"  | 42     | 3      |
| 10       | Coral                 | "Todo está en tu mente" | 48     | 2      |

## In Belgrado
In Servië moest Spanje optreden als tweeëntwintigste in de finale, net na Griekenland en voor Servië. Op het einde van de puntentelling hadden ze 55 punten verzameld, goed voor een zestiende plaats.
Men ontving 1 keer het maximum van de punten.
Nederland en België hadden respectievelijk 0 en 4 punten over voor deze inzending.

### Gekregen punten

#### Finale
| 12 punten   | 10 punten                       | 8 punten      | 7 punten | 6 punten                                                         |
| ----------- | ------------------------------- | ------------- | -------- | ---------------------------------------------------------------- |
| - Andorra   | - Portugal                      | - Griekenland |          |                                                                  |
| 5 punten    | 4 punten                        | 3 punten      | 2 punten | 1 punt                                                           |
| - Frankrijk | - België - Cyprus - Zwitserland | - Turkije     |          | - Albanië - Armenië - Denemarken - Finland - Verenigd Koninkrijk |

### Punten gegeven door Spanje

#### Halve Finale
Punten gegeven in de halve finale:
| 12 punten | Andorra     |
| 10 punten | Armenië     |
| 8 punten  | Roemenië    |
| 7 punten  | Griekenland |
| 6 punten  | Finland     |
| 5 punten  | Rusland     |
| 4 punten  | Israël      |
| 3 punten  | Polen       |
| 2 punten  | Noorwegen   |
| 1 punt    | Ierland     |

#### Finale
Punten gegeven in de finale:
| 12 punten | Roemenië    |
| 10 punten | Armenië     |
| 8 punten  | Portugal    |
| 7 punten  | Oekraïne    |
| 6 punten  | Noorwegen   |
| 5 punten  | Rusland     |
| 4 punten  | IJsland     |
| 3 punten  | Griekenland |
| 2 punten  | Letland     |
| 1 punt    | Zweden      |

1961 · 1962 · 1963 · 1964 · 1965 · 1966 · 1967 · 1968 · 1969 · 1970 · 1971 · 1972 · 1973 · 1974 · 1975 · 1976 · 1977 · 1978 · 1979 · 1980 · 1981 · 1982 · 1983 · 1984 · 1985 · 1986 · 1987 · 1988 · 1989 · 1990 · 1991 · 1992 · 1993 · 1994 · 1995 · 1996 · 1997 · 1998 · 1999 · 2000 · 2001 · 2002 · 2003 · 2004 · 2005 · 2006 · 2007 · 2008 · 2009 · 2010 · 2011 · 2012 · 2013 · 2014 · 2015 · 2016 · 2017 · 2018 · 2019 · 2020 · 2021 · 2022 · 2023 · 2024 · 2025